# Léo Malet
Léo Malet, (n. 7 martie 1909, Montpellier, Franța – d. 3 martie 1996, Châtillon, Île-de-France, Franța), a fost autor celebru de romane negre francez, asociat cu suprarealismul.

## Biografie
A fost un autodidact, care a debutat în viața artistică într-un cabaret care se numea La vaca furioasă din cartierul parizian al artiștilor, Montmartre, pe 25 decembrie 1925, și a devenit cel mai popular autor de versuri pentru șansonete. A fost apoi pe rând "negrul" unui autor de cântece analfabet, figurant de cinema, ambalator la editura Hachette, funcționar, hamal, vagabond, jurnalist ocazional (cu colaborări la reviste ca En dehors (În afară), Insurgé (Insurgent), ziarul Omului în sandale, la Revista anarhistă, etc.
De asemenea poet, a aparținut Grupului Suprarealist condus de André Breton din 1930 până în 1949.

## Romane polițiste, romane negre
În 1942, debutează în romanul polițist cu 120, rue de la Gare (Strada Gării, numărul 120), pe care criticii francezi l-au caracterizat drept o adevărată carte "explozivă" în acest gen de literatură.
În 1948, a fost primul laureat al Marelui premiu al literaturii polițiste. În  1958, Marele premiu pentru umor negru i-a încoronat noua sa serie de Noi mistere ale Parisului, un remake după Eugène Sue.
Este autorul unei celebre și mult celebrate Trilogii negre (parodiată de autorul american postmodern Paul Auster în romanul Trilogia New York-ului).

## Adaptări sub formă de comic books
- Brouillard au pont de Tolbiac (Casterman, 1982); drawn by: Jacques Tardi
- 120, rue de la Gare (Casterman, 1988); drawn by: Jacques Tardi
- Une gueule de bois en plomb (Casterman, 1990); drawn by: Jacques Tardi
- Casse-pipe à la Nation (Casterman, 1996); drawn by: Jacques Tardi
- M'as-tu vu en cadavre ? (Casterman, 2000); drawn by: Jacques Tardi

## Filmografie
- 120, rue de la Gare, directed by Jacques Daniel-Norman (1946), with René Dary (as Nestor Burma)
- La Nuit d'Austerlitz, directed by Stellio Lorenzi (TV film, 1954), with Daniel Sorano (as Nestor Burma)
- The Enigma of the Folies-Bergere, directed by Jean Mitry (1959), with Bella Darvi, Frank Villard, Dora Doll
- La Nuit de Saint-Germain-des-Prés, directed by Bob Swaim (1977), with Michel Galabru (as Nestor Burma)
- Nestor Burma, détective de choc, directed by Jean-Luc Miesch (1982), with Michel Serrault (as Nestor Burma), Jane Birkin
- Les Rats de Montsouris, directed by Maurice Frydland (TV film, 1988), with Gérard Desarthe (as Nestor Burma)
- Nestor Burma (TV series, 39 episodes, 1991–2003), with Guy Marchand (as Nestor Burma)